# Draconarius labiatus
Draconarius labiatus är en spindelart som först beskrevs av Wang och Ono 1998.  Draconarius labiatus ingår i släktet Draconarius och familjen mörkerspindlar.
Artens utbredningsområde är Taiwan. Inga underarter finns listade i Catalogue of Life.